# Eilicrinia nuptaria
Eilicrinia nuptaria là một loài bướm đêm trong họ Geometridae.